# Earthandsky
Earthandsky (a veces estilizado como Earth and Sky) es el sexto álbum de estudio de la banda estadounidense Of Mice & Men. Fue lanzado el 27 de septiembre de 2019 a través de Rise Records. El álbum fue producido por Josh Wilbur y es el seguimiento del quinto álbum del grupo, Defy (2018).
Earthandsky es solo una aproximación básica al sonido de la banda en sus discos anteriores como Restoring Force (2014), Cold World (2016) y Defy (2018), dejando definitivamente el nu metal y el metal alternativo lo que caracterizó a sus trabajos más recientes, esta dirigiendo su nuevo álbum hacia el regreso de su sonido metalcore.

## Antecedentes y promoción
El 10 de octubre de 2018, Aaron Pauley anunció que la banda está trabajando en un nuevo álbum con el productor Josh Wilbur. Pauley también ha declarado que el nuevo récord será 'más pesado' en comparación con Defy.
El 14 de febrero de 2019, la banda lanzó el primer sencillo del álbum titulado "How to Survive" que, como dijeron, sonaba mucho más pesado que las canciones de su álbum anterior Defy.
El 3 de mayo, la banda lanzó el segundo sencillo titulado "Mushroom Cloud" y su correspondiente vídeo musical.
El 26 de julio, la banda lanzó el tercer sencillo y título "Earth & Sky" junto con un vídeo musical.
El 5 de septiembre, la banda lanzó el cuarto sencillo del álbum titulado "Taste of Regret" junto con un vídeo musical que lo acompaña.

## Lista de canciones
| N.º | Título              | Duración |  |
| 1.  | «Gravedancer»       | 4:32     |  |
| 2.  | «As We Suffocate»   | 3:43     |  |
| 3.  | «Taste of Regret»   | 3:28     |  |
| 4.  | «Mushroom Cloud»    | 4:04     |  |
| 5.  | «Pieces»            | 3:43     |  |
| 6.  | «Deceiver/Deceived» | 4:09     |  |
| 7.  | «Earth & Sky»       | 4:10     |  |
| 8.  | «The Mountain»      | 4:27     |  |
| 9.  | «Meltdown»          | 3:19     |  |
| 10. | «Linger»            | 4:08     |  |
| 11. | «How to Survive»    | 3:56     |  |

## Personal
- Aaron Pauley: Voz Principal y Bajo
- Phil Manansala: Guitarra Líder y Coros
- Alan Ashby: Guitarra Rítmica y Coros
- Valentino Arteaga: Batería